# 李传恩
李传恩（1919年4月—2023年1月8日），山东商河人，曾任西藏军区副政治委员，西藏自治区政协副主席。

## 生平
李传恩1937年11月入伍，1938年2月加入中国共产党。历任班长、干事、政治指导员、支队副政委、团政治处主任、团政委、师政治部主任，西藏军区政治部组织部部长，师政委等职。
2023年1月8日，李传恩因病于成都逝世，享年103岁。讣告刊登在3月28日的《解放军报》。